# Hypolimnas talauta
Hypolimnas talauta är en fjärilsart som beskrevs av Hans Fruhstorfer 1912. Hypolimnas talauta ingår i släktet Hypolimnas och familjen praktfjärilar. Inga underarter finns listade i Catalogue of Life.